# Ken Mayer
Ken Mayer, all'anagrafe Kenneth Martin Mayer (San Francisco, 25 giugno 1918 – North Hollywood, 30 gennaio 1985), è stato un attore statunitense.
Ha recitato in 18 film dal 1955 al 1970 ed è apparso in oltre 80 produzioni televisive dal 1951 al 1974. È stato accreditato anche con il nome Kenneth Mayer.

## Biografia
Ken Mayer nacque a San Francisco, in California, il 25 giugno 1918.
Fece il suo debutto sul grande schermo nel 1955, non accreditato, nel film Quarto grado nel ruolo di un poliziotto mentre la sua carriera televisiva era già cominciata quattro anni prima con il ruolo del maggiore Robbie Robertson, personaggio presente in 112 episodi della serie televisiva Space Patrol dal 1951 al 1955.
La sua ultima apparizione sullo schermo avvenne nell'episodio The Gold Mine della serie televisiva Doc Elliot, andato in onda il 13 marzo 1974, che lo vede nel ruolo di  Ford.
Morì a North Hollywood, in California, il 30 gennaio 1985.

## Filmografia

### Cinema
- Quarto grado (Tight Spot), regia di Phil Karlson (1955)
- L'urlo di guerra degli apaches (Ambush at Cimarron Pass), regia di Jodie Copelan (1958)
- Non voglio morire (I Want to Live!), regia di Robert Wise (1958)
- Gangster, amore e... una Ferrari (Never Steal Anything Small), regia di Charles Lederer (1959)
- The Miracle of the Hills, regia di Paul Landres (1959)
- Sono un agente FBI (The FBI Story), regia di Mervyn LeRoy (1959)
- Frontiera indiana (Frontier Uprising), regia di Edward L. Cahn (1961)
- Pistole fiammeggianti (Gun Fight), regia di Edward L. Cahn (1961)
- You Have to Run Fast, regia di Edward L. Cahn (1961)
- The Clown and the Kid, regia di Edward L. Cahn (1961)
- L'ammazzagiganti (Jack the Giant Killer), regia di Nathan Juran (1962)
- L'impero dell'odio (Black Gold), regia di Leslie H. Martinson (1963)
- Quella nostra estate (Spencer's Mountain), regia di Delmer Daves (1963)
- Squadra d'emergenza (The New Interns), regia di John Rich (1964)
- 2 gangsters ad est di Bora Bora (One Way Wahine), regia di William O. Brown (1965)
- Sfida oltre il fiume rosso (The Last Challenge), regia di Richard Thorpe (1967)
- Gangster Story (Bonnie and Clyde), regia di Arthur Penn (1967)
- Il piccolo grande uomo (Little Big Man), regia di Arthur Penn (1970)

### Televisione
- Space Patrol – serie TV, 112 episodi (1951-1955)
- La pattuglia della strada (Highway Patrol) – serie TV, episodio 2x06 (1956)
- Playhouse 90 – serie TV, un episodio (1956)
- Papà ha ragione (Father Knows Best) – serie TV, un episodio (1957)
- The Silent Service – serie TV, 2 episodi (1957)
- Avventure in elicottero (Whirlybirds) – serie TV, un episodio (1957)
- Tales of the Texas Rangers – serie TV, un episodio (1957)
- Harbor Command – serie TV, episodio 1x12 (1957)
- Casey Jones – serie TV, un episodio (1957)
- Broken Arrow – serie TV, un episodio (1958)
- Adventures of Wild Bill Hickok – serie TV, un episodio (1958)
- Alcoa Theatre – serie TV, un episodio (1958)
- Richard Diamond (Richard Diamond, Private Detective) – serie TV, un episodio (1958)
- Adventures of Superman – serie TV, un episodio (1958)
- Steve Canyon – serie TV, episodio 1x01 (1958)
- Have Gun - Will Travel – serie TV, 3 episodi (1957-1958)
- Jefferson Drum – serie TV, un episodio (1958)
- Cimarron City – serie TV, episodio 1x11 (1958)
- The Lineup – serie TV, 2 episodi (1957-1959)
- Le avventure di Rin Tin Tin (The Adventures of Rin Tin Tin) – serie TV, 2 episodi (1957-1959)
- Rescue 8 – serie TV, episodio 1x25 (1959)
- Yancy Derringer – serie TV, episodio 1x23 (1959)
- The Rough Riders – serie TV, episodio 1x27 (1959)
- Frontier Doctor – serie TV, un episodio (1959)
- General Electric Theater – serie TV, episodio 8x05 (1959)
- Shotgun Slade – serie TV, un episodio (1959)
- Avventure lungo il fiume (Riverboat) – serie TV, un episodio (1959)
- Black Saddle – serie TV, un episodio (1959)
- Ricercato vivo o morto (Wanted: Dead or Alive) – serie TV, episodio 2x16 (1959)
- Sugarfoot – serie TV, un episodio (1960)
- Johnny Ringo – serie TV, 2 episodi (1959-1960)
- Overland Trail – serie TV, un episodio (1960)
- Lo sceriffo indiano (Law of the Plainsman) – serie TV, episodio 1x22 (1960)
- Tombstone Territory – serie TV, 3 episodi (1958-1960)
- The Texan – serie TV, 3 episodi (1959-1960)
- Tate – serie TV, un episodio (1960)
- Peter Gunn – serie TV, episodio 3x04 (1960)
- Two Faces West – serie TV, un episodio (1960)
- Cheyenne – serie TV, un episodio (1961)
- Maverick – serie TV, 2 episodi (1959-1961)
- The Americans – serie TV, episodio 1x09 (1961)
- I racconti del West (Zane Grey Theater) – serie TV, 3 episodi (1957-1961)
- Le leggendarie imprese di Wyatt Earp (The Life and Legend of Wyatt Earp) – serie TV, un episodio (1961)
- Bat Masterson – serie TV, 2 episodi (1960-1961)
- The Lawless Years – serie TV, un episodio (1961)
- Gli uomini della prateria (Rawhide) – serie TV, 4 episodi (1960-1961)
- The Rebel – serie TV, 3 episodi (1960-1961)
- Outlaws – serie TV, episodio 1x26 (1961)
- Whispering Smith – serie TV, episodio 1x09 (1961)
- Indirizzo permanente (77 Sunset Strip) – serie TV, 2 episodi (1960-1961)
- Tales of Wells Fargo – serie TV, 2 episodi (1958-1962)
- Lawman – serie TV, un episodio (1962)
- Bronco – serie TV, 2 episodi (1959-1962)
- Dakota (The Dakotas) – serie TV, episodio 1x10 (1963)
- Laramie – serie TV, un episodio (1963)
- Lassie – serie TV, 2 episodi (1959-1963)
- La grande avventura (The Great Adventure) – serie TV, episodio 1x08 (1963)
- Destry – serie TV, 2 episodi (1964)
- La legge del Far West (Temple Houston) – serie TV, episodio 1x24 (1964)
- Il dottor Kildare (Dr. Kildare) – serie TV, un episodio (1964)
- Gli inafferrabili (The Rogues) – serie TV, episodio 1x01 (1964)
- The Crisis (Kraft Suspense Theatre) – serie TV, un episodio (1964)
- Carovane verso il west (Wagon Train) – serie TV, 7 episodi (1958-1965)
- Luke and the Tenderfoot – film TV (1965)
- Il mio amico marziano (My Favorite Martian) – serie TV, 2 episodi (1965)
- A Man Called Shenandoah – serie TV, episodio 1x05 (1965)
- La famiglia Addams (The Addams Family) – serie TV, un episodio (1965)
- La leggenda di Jesse James (The Legend of Jesse James) – serie TV, un episodio (1965)
- Branded – serie TV, un episodio (1965)
- Laredo – serie TV, un episodio (1966)
- La grande vallata (The Big Valley) – serie TV, 2 episodi (1965-1966)
- The Andy Griffith Show – serie TV, un episodio (1966)
- Daniel Boone – serie TV, un episodio (1966)
- Lost in Space – serie TV, un episodio (1966)
- Dick Tracy – film TV (1967)
- Pistols 'n' Petticoats – serie TV, un episodio (1967)
- Il virginiano (The Virginian) – serie TV, 4 episodi (1962-1967)
- Hondo – serie TV, episodio 1x09 (1967)
- Iron Horse – serie TV, episodio 2x10 (1967)
- Dundee and the Culhane – serie TV, un episodio (1967)
- Al banco della difesa (Judd for the Defense) – serie TV, un episodio (1967)
- Selvaggio west (The Wild Wild West) – serie TV, episodio 4x09 (1968)
- Death Valley Days – serie TV, 8 episodi (1959-1969)
- Bonanza – serie TV, 11 episodi (1960-1970)
- Ai confini dell'Arizona (The High Chaparral) – serie TV, 2 episodi (1969-1970)
- Due onesti fuorilegge (Alias Smith and Jones) – serie TV, un episodio (1971)
- Gunsmoke – serie TV, 12 episodi (1957-1973)
- Doc Elliot – serie TV, un episodio (1974)